# Carla Gómez Torres
Carla Gómez Torres (Terrassa, Vallès Occidental, 28 de febrer de 1994) és una futbolista catalana, que juga actualment a l'Al-Riyadh de la Saudi Premier League femenina.
Migcampista, es formà en les categories de formació del Reial Club Deportiu Espanyol i del Futbol Club Barcelona. La temporada 2012-13 fitxà pel Club Esportiu Sant Gabriel, amb el qual debutà amb el primer equip a la Primera Divisió. Al llarg de la seva carrera esportiva, ha jugat a diversos equips estatals, Unión Deportiva Granadilla Tenerife (2015-16), Zaragoza CFF (2016-17), Santa Teresa Club Deportivo (2017-20), Real Unión de Tenerife (2020-21), Reial Oviedo (2021-22), Racing de Santander (2022-23). El setembre de 2023 fitxà per l'Al Riyadh de la Saudi Premier League.